# Rossio (stație de metrou din Lisabona)
Rossio este o stație de pe Linia verde a metroului din Lisabona.. Stația este situată între Piața Figueira și Piața Rossio, fiind denumită după aceasta din urmă, și permite un acces facil în cartierul Baixa Pombalina. 

## Istoric
Stația a fost inaugurată pe 27 ianuarie 1963, odată cu prelungirea Liniei verzi până în zona Rossio. Proiectul original a fost executat de biroul de arhitectură Falcão e Cunha, iar decorațiunile artistice de pictorița Maria Keil. 
Spre finalul anului 1997 au început lucrări de prelungire a peroanelor și de eliminare a secțiunii Restauradores–Rossio, pentru a permite conectarea stațiilor Rossio–Baixa-Chiado și Restauradores–Baixa-Chiado. În cadrul acestor lucrări, stația a fost remodelată pe baza unui proiect al arhitectului Leopoldo de Almeida Rosa și a operelor plastice ale artiștilor Artur Rosa și Helena Almeida. Lucrările au fost terminate pe 16 aprilie 1998. 
Principalele obiective situate în apropierea stației Rossio sunt Teatrul Național Dona Maria a II-a și Palatul Independenței. 

## Legături

### Autobuze orășenești

#### Carris
- 12E Praça da Figueira - traseu circular
- 15E Praça da Figueira ⇄ Algés
- 25E Campo de Ourique ⇄ Praça da Figueira
- 207 Cais do Sodré ⇄ Fetais (dimineața)
- 208 Cais do Sodré ⇄ Estação Oriente (Interface) (dimineața)
- 711 Terreiro do Paço ⇄ Alto da Damaia
- 714 Praça da Figueira ⇄ Outurela
- 732 Marquês de Pombal ⇄ Caselas
- 736 Cais do Sodré ⇄ Odivelas (Bairro Dr. Lima Pimentel)
- 737 Praça da Figueira ⇄ Castelo
- 760 Gomes Freire ⇄ Cemitério da Ajuda[6]

#### Aerobus
- Linha 1 Aeroporto ⇄ Cais do Sodré[7]